# 秋田家万助
秋田家 万助（あきたや まんすけ）は。秋田県横手市出身、大仙市在住のお笑い芸人、漫芸師。本名は土田金太郎。

## 人物
- 秋田県横手市（旧平鹿郡大雄村）出身、大仙市（旧大曲市）在住。
- 年齢は非公開。公式プロフィールにも「昭和13年?」と表記。しかし常に45歳と称している。
- 主に民謡一座とともに、秋田県内の祭りやイベントに出演している。
- 持ちネタは、「ばんば舞」、「お菓子のカァ～ル」等。

## 持ちネタ

### ばんば舞
- 秋田県で昔から伝わっている芸である。
- 三味線演奏をバックに、自身は老婆（ばんば）に扮し、漫談と歌を交え面白おかしく動き回る。
- あらすじは、3人の娘を持つ「ばんば」が娘の嫁入り先を訪問し、様々な出来事に遭遇するというものである。
- 全体として卑猥なフレーズや動きが多く、大人の笑いを誘う。
- 秋田家万助版は、下ネタ小話と下ネタ満載の「ソーラン節」も交えている。
- 「ソーラン節」は「ベートーヴェン作曲、モーツァルト編曲」だと言うネタがある。

### お菓子のカァ～ル
- 明治製菓のスナック菓子・カールのキャラである「カールおじさん」に扮し、お菓子を配りながら漫談する芸である。
- お菓子を配る相手の多くは子供ということもあり下ネタは少ないが、時折それらしいフレーズを口にする。
- 例えば、「母さん美人だという人！」と聞き、自分だと答えた人にお菓子をあげるが、すかさず「お前、父さんに似たんだな。」と言うなど、人を食ったようなキャラで笑いを誘う。